# Rosie Reyes
Rosa María „Rosie“ Reyes Darmon (* 23. März 1939 in Mexiko-Stadt; † 4. Januar 2024) war eine mexikanische Tennisspielerin.

## Biographie
Reyes spielte von Ende der 1950er bis Ende der 1970er aktiv Tennis. Ihr größter Erfolg war der Sieg bei den französischen Tennismeisterschaften (heute French Open) 1958 im Damendoppel. Mit ihrer Doppelpartnerin und Landsfrau Yola Ramírez besiegte sie im Finale die Australierinnen Mary Bevis Hawton und Thelma Coyne Long in zwei Sätzen mit 6:4, 7:5. In den Jahren 1957 und 1959 erreichte Reyes mit Ramírez die Endspiele der Doppelkonkurrenz und 1974 das Finale im Mixed-Doppel mit dem Mexikaner Marcelo Lara.
Reyes heiratete den französischen Tennisspieler Pierre Darmon und nahm dessen Namen an. Bei den Olympischen Sommerspielen 1968 trat sie mit Julie Heldman im Doppel und ihrem Ehemann Pierre Darmon im Mixed an, beides unter französischer Flagge. Tennis gehörte als Demonstrationssportart jedoch nicht zum offiziellen Programm.